# Dalovy
Dalovy jsou místní částí městyse Divišova a nachází se 1,5 km na severozápad od Divišova u silnice II/111 směrem na Benešov. Katastrální území má rozlohu 240,32 ha.

## Historie
První písemná zmínka o vesnici pochází z roku 1374.

## Další fotografie

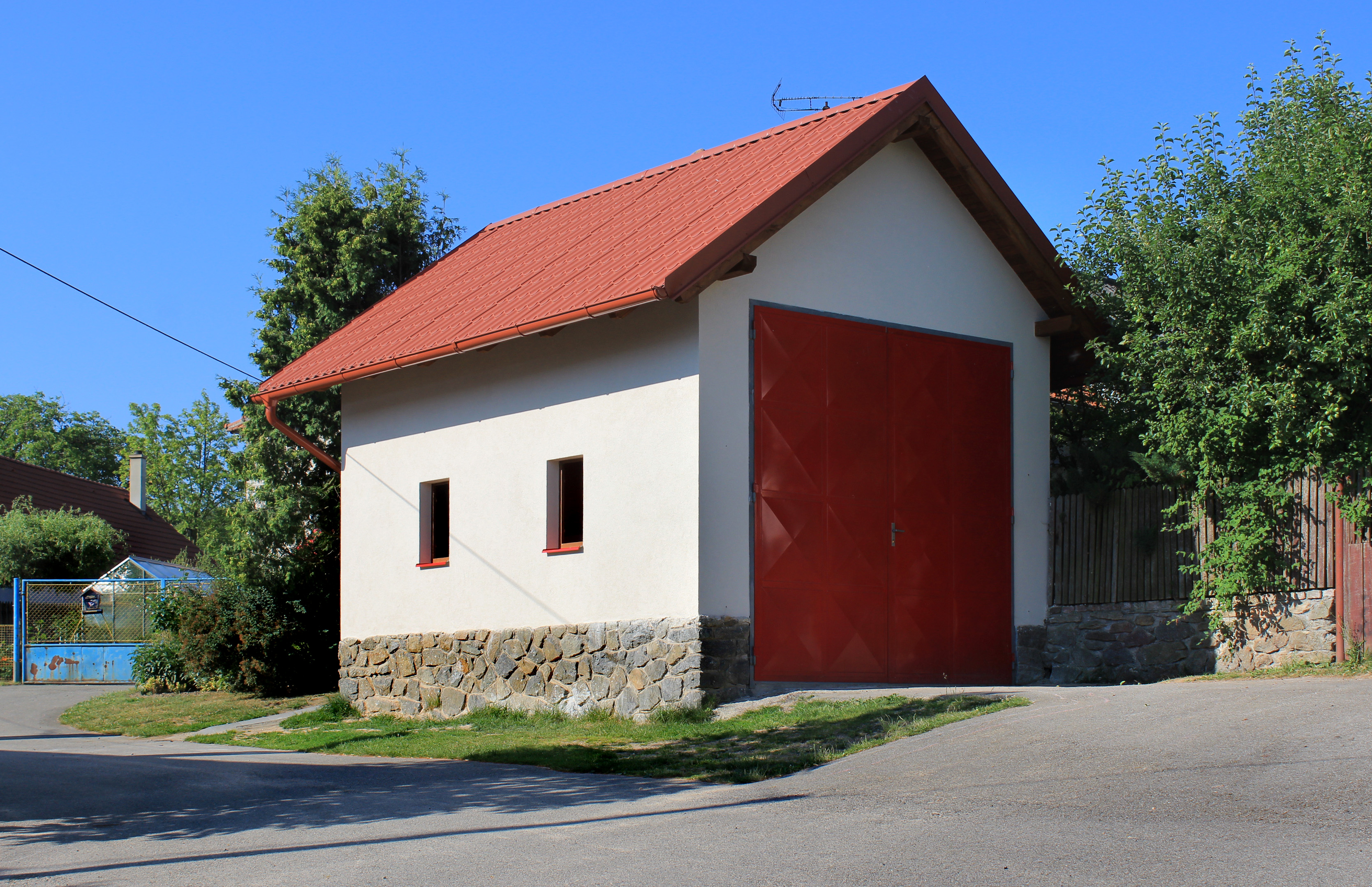
Hasičská zbrojnice
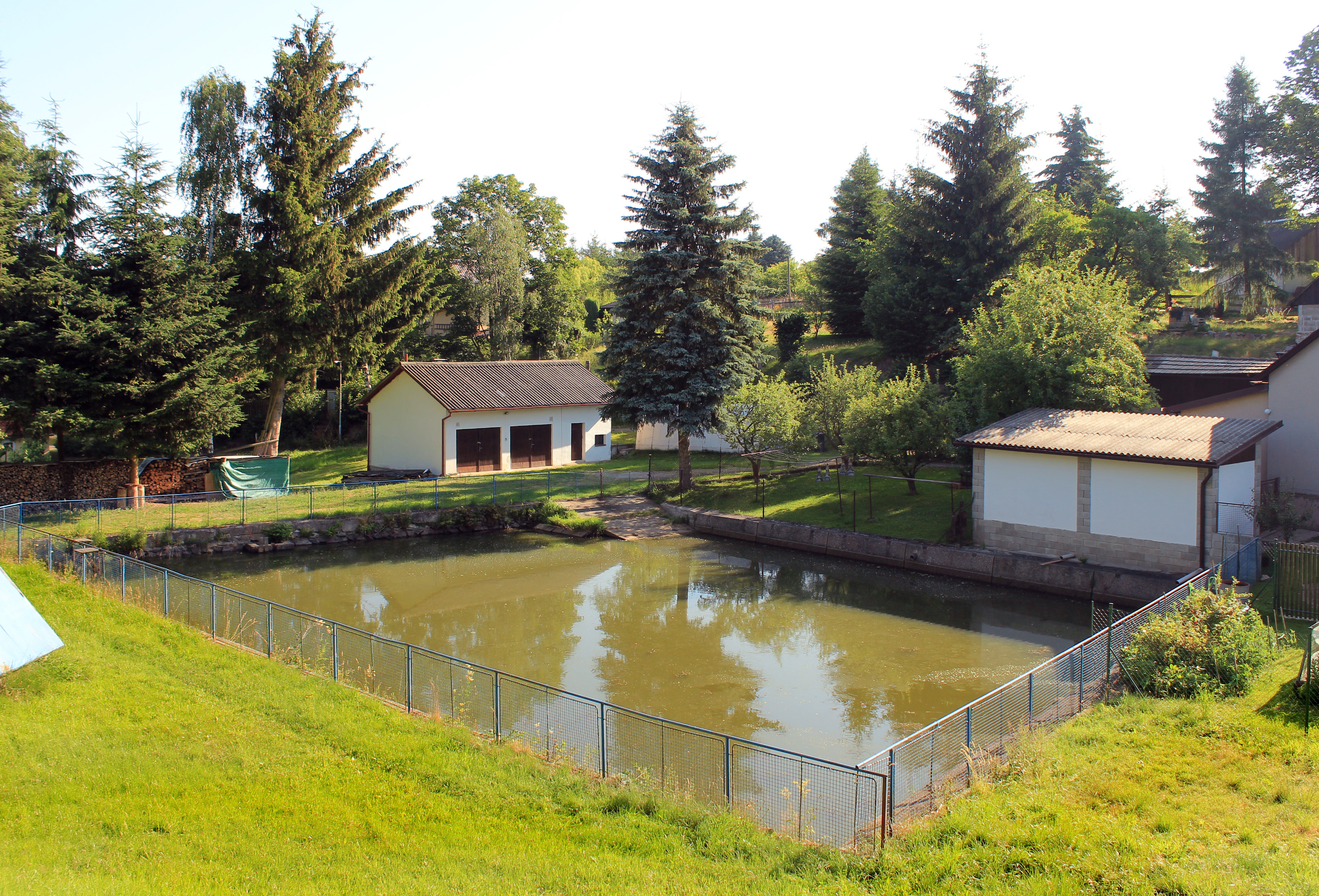
Požární nádrž na návsi
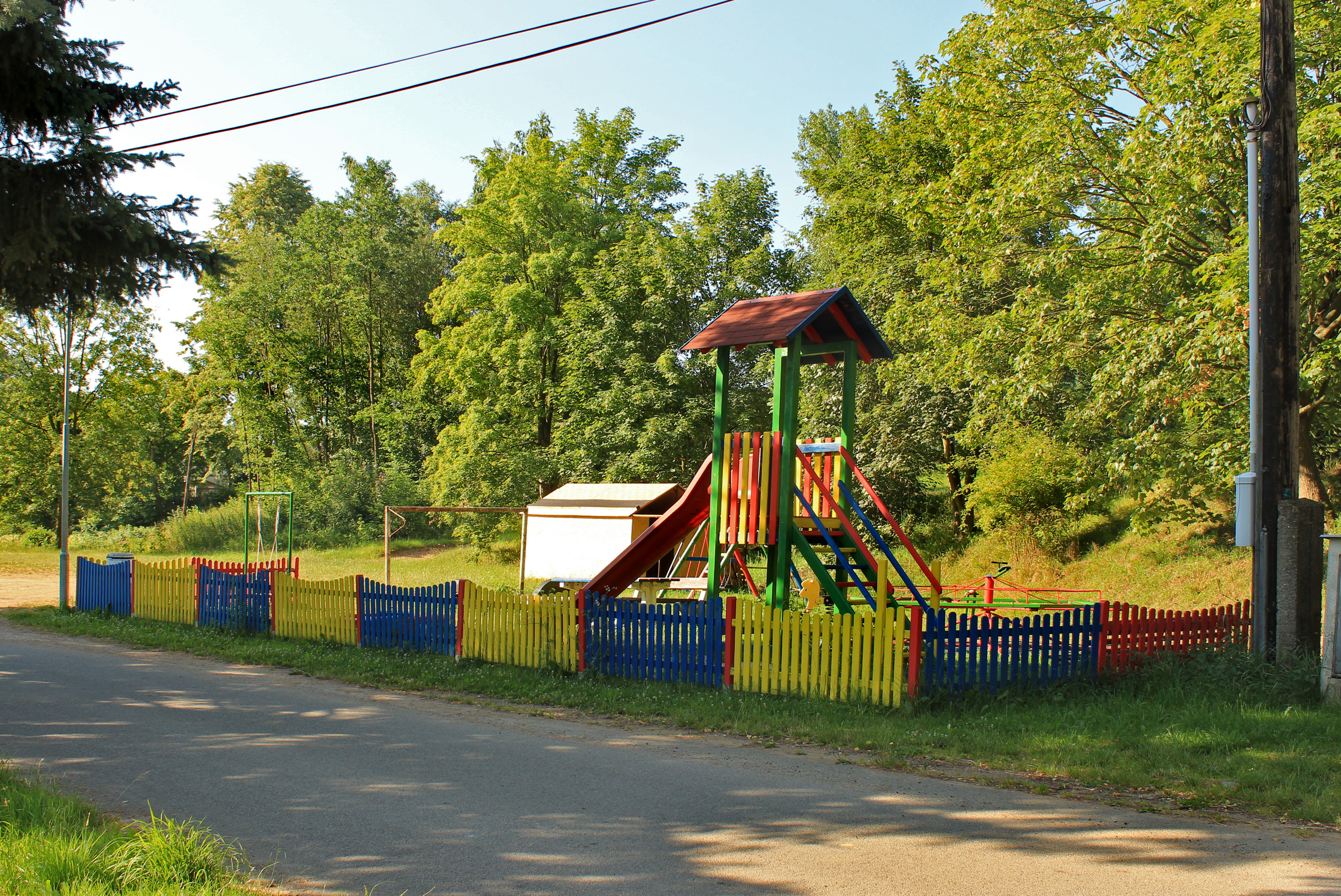
Oplocené dětské hřiště